# Clé pistolet
Pour les articles homonymes, voir Clé.

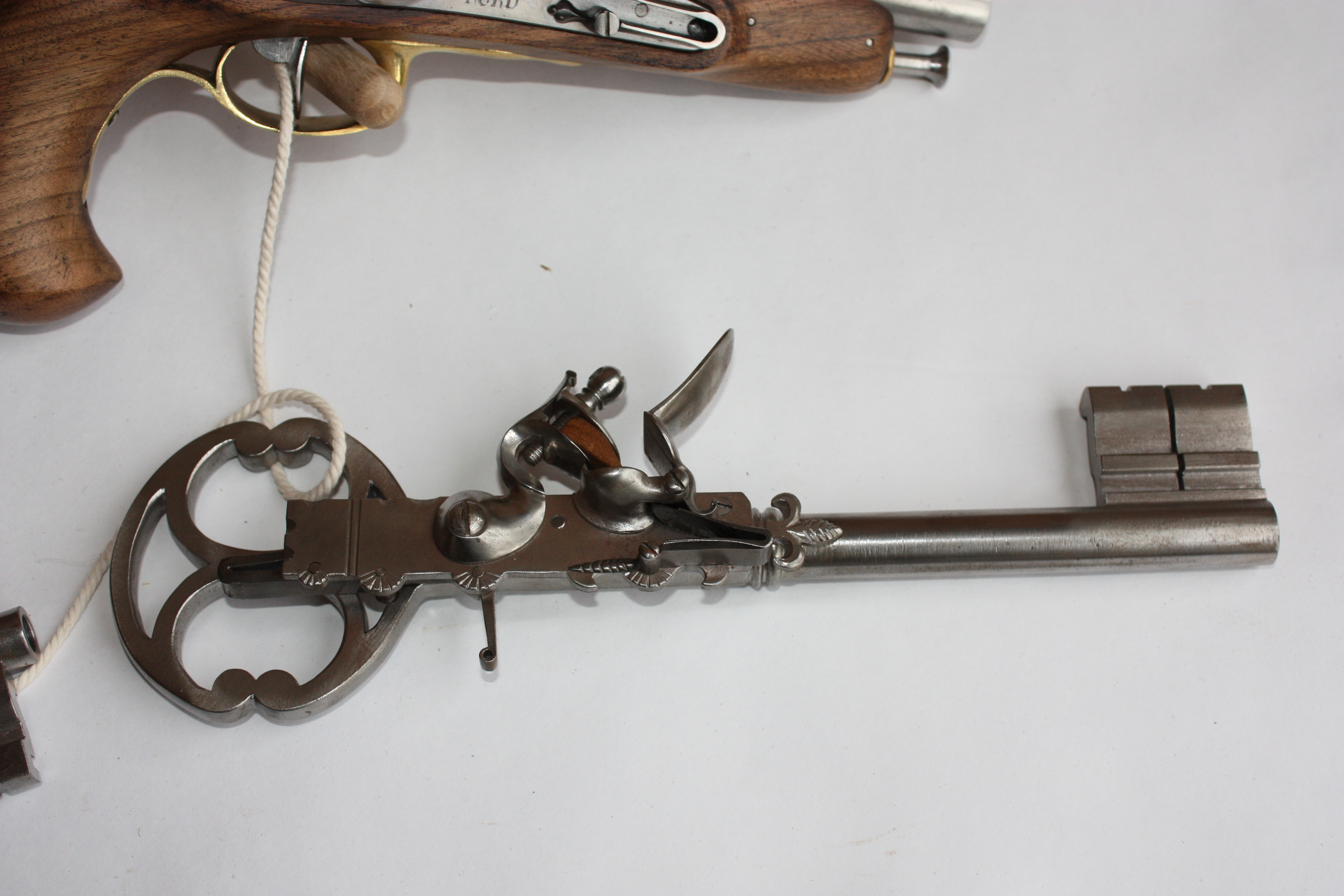
clé pistolet à poudre noire, chargement par la bouche

Une clé pistolet ou clef pistolet est un type de clé croisée avec un pistolet donnant une arme à feu à petit calibre. Utilisées du XVIe siècle au XIXe siècle,, elles servaient à protéger les gardiens de prisons mais ne pouvaient tirer qu'une minuscule balle.